# Azzaba (kommun i Algeriet)
Azzaba är en ort i Algeriet.   Den ligger i provinsen Skikda, i den norra delen av landet, 400 km öster om huvudstaden Alger. Azzaba ligger 99 meter över havet och antalet invånare är 75 317.
Terrängen runt Azzaba är kuperad åt sydväst, men åt nordost är den platt.Runt Azzaba är det ganska tätbefolkat, med 179 invånare per kvadratkilometer. Det finns inga andra samhällen i närheten. Trakten runt Azzaba består till största delen av jordbruksmark.